# Странична линия
Страничната линия е система от сетивни органи при водните гръбначни животни, най-вече - при рибите, която се използва за откриване на движения и вибрации в заобикалящата водна среда.
Тя обикновено е видима, като бледа линия, която се простира по дължина от всяка страна на животното, от места в близост до хрилните капачета до основата на опашката.
Сензорната (сетивната) способност на животните, чрез страничните линии, се постига благодарение на модифицирани епителни клетки, известни като космени клетки, които реагират на дразнение, причинено от движение и вибрация като трансформират тези сигнали в нервни импулси чрез възбудни синапси. При някои видове странична линия, рецепторните й елементи са изменени и функционират като електрорецептори (използвани за откриване на електрически импулси), а като такива тези системи остават тясно свързани.
Повечето ларви на земноводни и някои техни възрастни форми притежават механочувствителни системи, подобни на страничната линия.

## Функция
Страничната линия дава възможност за откриване на движение и вибрации във водата около животното, давайки му представа за околното пространство и увереност да се придвижва из него. Така тя изпълнява важна роля в общуването, поведението и ориентацията (особено при намирането и преследването на плячка и избягването на хищници).

## Анатомия
Основната функционална единица на страничната линия се нарича невромаст. Това е механорецептивен орган, който позволява усещането на механични промени във вода. 
Има две основни разновидности на невромасти при животните – канални невромасти и повърхностни невромасти. Повърхностни невромасти са разположени външно върху повърхността на тялото, докато каналните са разположени по страничните линии в подкожни, пълни с флуид канали. 
Всеки невромаст се състои от рецепторна космена клетка, чиято власинка е обхваната от пихтиеста желеподобна маса, наречена купула. Космените клетки обикновено притежават глутамерови аферентни връзки и еферентни връзки, използващи ацетилхолин. Рецептивните космени клетки са изменени епителни клетки и обикновено притежават пакети от 40-50 микровили (власинки), които функционират като механорецептори. Тези снопове са организирани в неравни „стълбици“ с нарастваща дължина на власинките. Така използването на механочувствителни власинки, съответства на функционирането на клетките в слуховата и вестибуларната система, което показва тясна връзка между тези системи.

## Изучаване на страничните линии
В проучване от 2001 г., изследванията показват, че страничната линия е необходима на рибите за улавяне на вибрациите, предизвикани от плячка за да се ориентират към източника и да започне хищническото поведение. Рибите са в състояние да откриват движение, произведено от плячка или от вибрираща метална сфера и се ориентират към източника, преди да пристъпят към атака. Това поведение продължава да съществува дори и при заслепена риба.

Значително отслабване на функцията на страничната линия постигано, чрез потискането й с прилагане на кобалтов хлорид. (CoCl2) освобождава кобалтови йони, които нарушават йонния транспорт и предотвратяват сигналната трансдукция в страничната линии. По-нататъшни опити с използването на гентамицинов разтвор или външно увреждане на страничните линии и повреда на каналните и повърхностните рецептори, показват, че това поведение е зависимо специално от механорецептори, намиращи се в каналите на страничната линия.